# 3676 Hahn
3676 Hahn је астероид главног астероидног појаса са средњом удаљеношћу од Сунца која износи 2,153 астрономских јединица (АЈ).
Апсолутна магнитуда астероида је 13,9.